# Batella
Batella este un gen de molii din familia Lymantriinae.